# Punta Busilmeri
Il Monte Busilmeri o (Punta Busilmeri) è un massiccio dei monti di Palermo, situato nei pressi di Pioppo, frazione di Monreale in Sicilia.

## Geografia
La cima sfiora di poco i 1.000 metri, e come tutti i rilievi della provincia di Palermo il massiccio è di origine calcarea; in cima nelle giornate particolarmente limpide la vista è panoramica: a nord è visibile il Mar Tirreno, a nord-est la città di Palermo e la Conca d'Oro, a sud-est le Madonie e il Monte Pizzuta (1.333 m). La vegetazione non è particolarmente estesa, solo in alcuni punti sono presenti dei piccoli boschi, la maggior parte di essi sono stati distrutti dagli incendi che divampano d'estate. L'area è gestita dal corpo Forestale della regione Sicilia.

## Attrazioni
Il bosco rappresenta alcune attrazioni. Tra queste abbiamo l'EcoCampus Casaboli, un'area attrezzata che consente di praticare alcuni sport all'aria aperta. Gli sport principali che vengono praticati sono i percorsi acrobatici, oppure quelli di equilibrio che vengono praticati sugli alberi.